# 瓦诺 (汝拉省)
瓦诺（法語：Vannoz，法語發音：[vano]）是法国汝拉省的一个市镇，属于隆斯勒索涅区。

## 地理
瓦诺（46°46'22"N, 5°55'1"E）面积5.75 平方千米，位于法国勃艮第-弗朗什-孔泰大區汝拉省，该省份为法国东部内陆省份，北起上索恩省，西北接科多尔省，西临索恩-卢瓦尔省，南至安省，东与杜省和瑞士接壤。
与瓦诺接壤的市镇（或旧市镇、城区）包括：圣日耳曼昂蒙塔涅、阿尔东、尚帕尼奧勒、埃克维永、勒帕斯基耶。

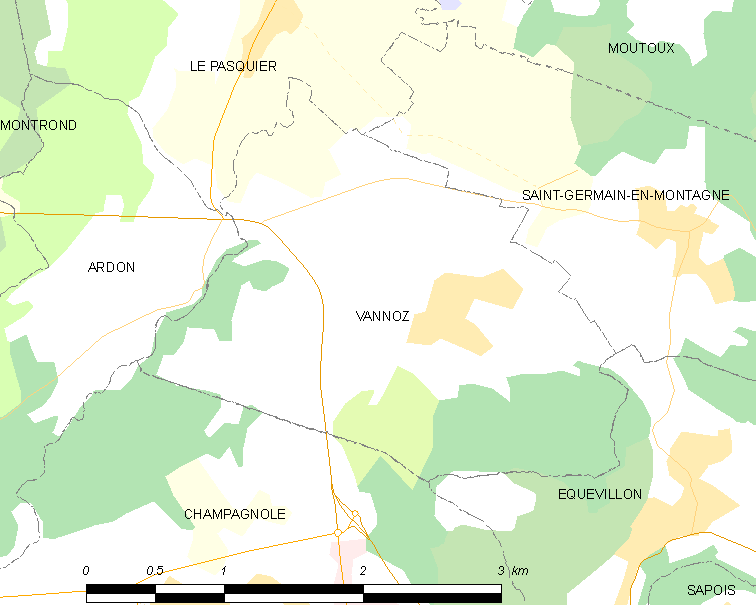
的OSM定位图

瓦诺的时区为UTC+01:00、UTC+02:00（夏令时）。

## 行政
瓦诺的邮政编码为39300，INSEE市镇编码为39543。

## 政治
瓦诺所属的省级选区为尚帕尼奥勒县。

## 人口

1962-2008年间人口变化图示

瓦诺于2022年1月1日时的人口数量为221人。